# 松柏坑山
松柏坑山，又稱松柏嶺山、獅子頭山，位於臺灣南投縣名間鄉埔中村近彰化縣二水鄉惠民村與交界處，為名間鄉的最高峰，也是八卦台地南段較高處，山頂海拔430公尺，為台灣小百岳之一。山頂相當平緩，立有二等三角點1067號，有道路可直接抵達。由於基石旁是手搖飲料品牌茶之魔手製茶廠，又有珍珠奶茶手搖杯的雕塑，亦被戲稱為「珍珠奶茶三角點」。